# Дървесен дрозд
Дървесен дрозд (Hylocichla mustelina) е вид птица от семейство Turdidae, единствен представител на род Hylocichla.

## Разпространение и местообитание
Разпространен е в Белиз, Гватемала, Канада, Колумбия, Коста Рика, Куба, Мексико, Никарагуа, Панама, Салвадор, САЩ и Хондурас.